# 田中治
田中 治（たなか おさむ、1946年（昭和21年）6月3日 – ）は、日本の実業家。油研工業株式会社顧問。

## 人物
- 生年月日：1946年（昭和21年）6月3日
- 中央大学を卒業して、1982年（昭和57年）35歳で油研工業株式会社に中途入社した[2]。

## 経歴
- 1982年（昭和57年）2月 エーデルワイス株式会社退職
- 1982年（昭和57年）3月 油研工業株式会社入社
- 1996年（平成 8年）4月 経理部長
- 1999年（平成11年）6月 取締役西日本営業部長
- 2002年（平成14年）3月 取締役東日本営業部長兼西日本営業部長
- 2002年（平成14年）4月 取締役営業部長
- 2004年（平成16年）4月 取締役業務担当、6月取締役業務担当兼経理部長
- 2005年（平成17年）6月 取締役管理本部長兼経理部長
- 2007年（平成19年）4月 取締役営業・管理担当営業本部長兼環境機械部長、6月常務取締役営業・管理担当営業本部長兼環境機械部長
- 2008年（平成20年）4月 常務取締役営業・管理担当営業本部長
- 2009年（平成21年）6月 専務取締役営業・管理担当営業本部長
- 2010年（平成22年）3月 韓国油研工業株式会社代表理事、4月油研（上海）商貿有限公司董事長
- 2011年（平成23年）4月 専務取締役営業・管理担当・油研工業（香港）有限公司董事長、6月代表取締役社長、8月ユケン・インディアLTD.CHAIRMAN
- 2013年（平成25年）3月 YUKENSEACO.,LTD.CHAIRMAN
- 2014年（平成26年）5月 一般社団法人日本フルードパワー工業会副会長[2]
- 2017年（平成29年）6月 油研工業代表取締役社長退任。同社顧問[1]。